# Karel Kalaš
Karel Kalaš (9. října 1910 Vídeň – 3. května 2001 Praha) byl operní pěvec, sólista opery Národního divadla v Praze.

## Život
Narodil se ve Vídni, v roce 1934 byl angažován do Slovenského národního divadla v Bratislavě a o pět let později jej přijalo pražské Národní divadlo do stálého angažmá. Zde působil až do roku 1972 a ztvárnil tu řadu rolí (Vodník v Rusalce, Gremin v Evženu Oněginovi, Kecal v Prodané nevěstě, Leporello v Donu Giovannim či hrabě Vilém z Harasova v Jakobínovi).
V roce 1942 Kalaš zpíval v ND ve světové premiéře opery Františka Škroupa Columbus (zkomponované 1855).
V roce 1978 ho režisér Ladislav Smoljak obsadil ve filmu Kulový blesk do role vysloužilého operního pěvce pana Bílka.
V roce 1995 obdržel Karel Kalaš Cenu Thálie za celoživotní mistrovství.

## Filmografie
- 1959 – Bohéma (televizní film), režie: Václav Kašlík
- 1962 – Hoffmannovy povídky (televizní film), režie: Václav Kašlík
- 1969 – Julietta (televizní film), režie: Václav Kašlík
- 1978 – Kulový blesk, režie: Ladislav Smoljak
- 1980 – Blues pro EFB, režie: Vladimír Sís[4]